# Luigi Canina

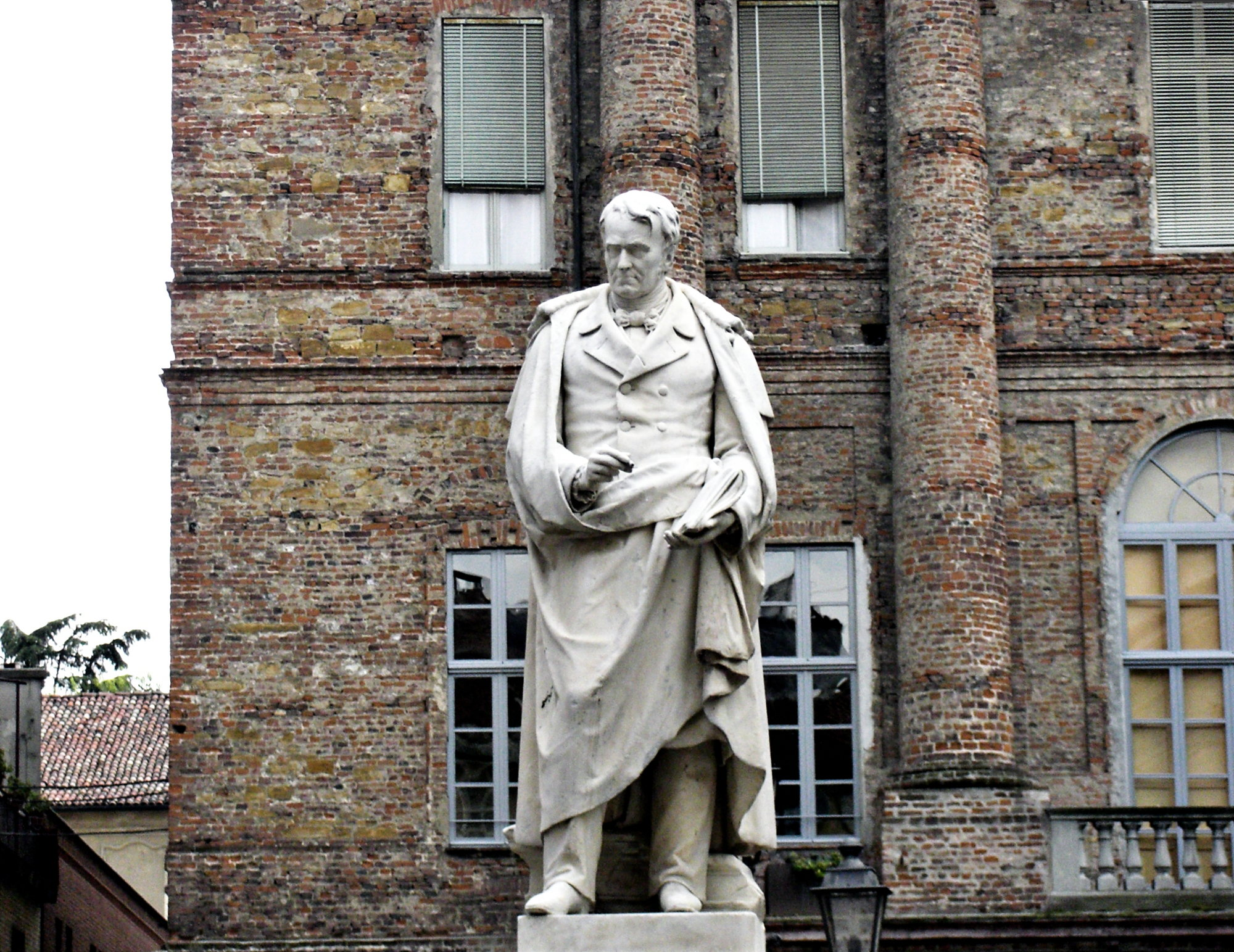
Luigi Canina szobra Casale Monferratóban a Szent István téren. Benedetto Cacciatori alkotása

Luigi Canina (Casale, 1795. október 25. – Firenze, 1856. október 17.) lovag, olasz építő, archeológus és író.

## Élete
Torinóban tanult, ahol később a művészeti akadémián tanár lett. 1839-ben ő vezette a tusculumi és 1848-ban a Via Appia-i ásatásokat, valamint a Rómában lévő régi forum helyreállításának munkálatát.

## Nevezetesebb munkái
- Indicazione topografica di Roma antica (Róma, 1831, 1841);
- L'architettura antica descritta e dimostrata coi monumenti (uo. 1832, 1834, 6 kötet);
- Esposizione storico-topografica del foro romano (uo. 1834, 1845);
- Storia e topografia di Roma antica a sua campagna (uo. 1839-48, 6 kötet, 1856);
- Ricerche sull' architettura più propria dei tempi cristiani (uo. 1843, 1846);
- L'antica cittá di Veji (uo. 1847);
- Sull' Etruria marittima (uo. 1847-50, 2 kötet);
- Gli edifizi di Roma (uo. 1849-52, 2 kötet).